# Erbenův dub
Erbenův dub je památný strom, který roste u Lázní Bělohrad v okrese Jičín. Na hřbitově nedaleko dubu údajně došlo k událostem, které inspirovaly spisovatele Karla Jaromíra Erbena při psaní sbírky Kytice.

## Základní údaje
- výška: 28 m (2002)[5], 28 m (2009, AOPK)
- obvod: 626 cm (2002), 641 cm (2009, AOPK)
- věk: 400 let (2002)
- sanace: ne

## Stav stromu a údržba
Dub je v dobrém zdravotním stavu, pravidelně kvete a plodí. Široce rozvětvená koruna dosahuje výšky 25 metrů a šířky 22 metrů (údaje k roku 2009).

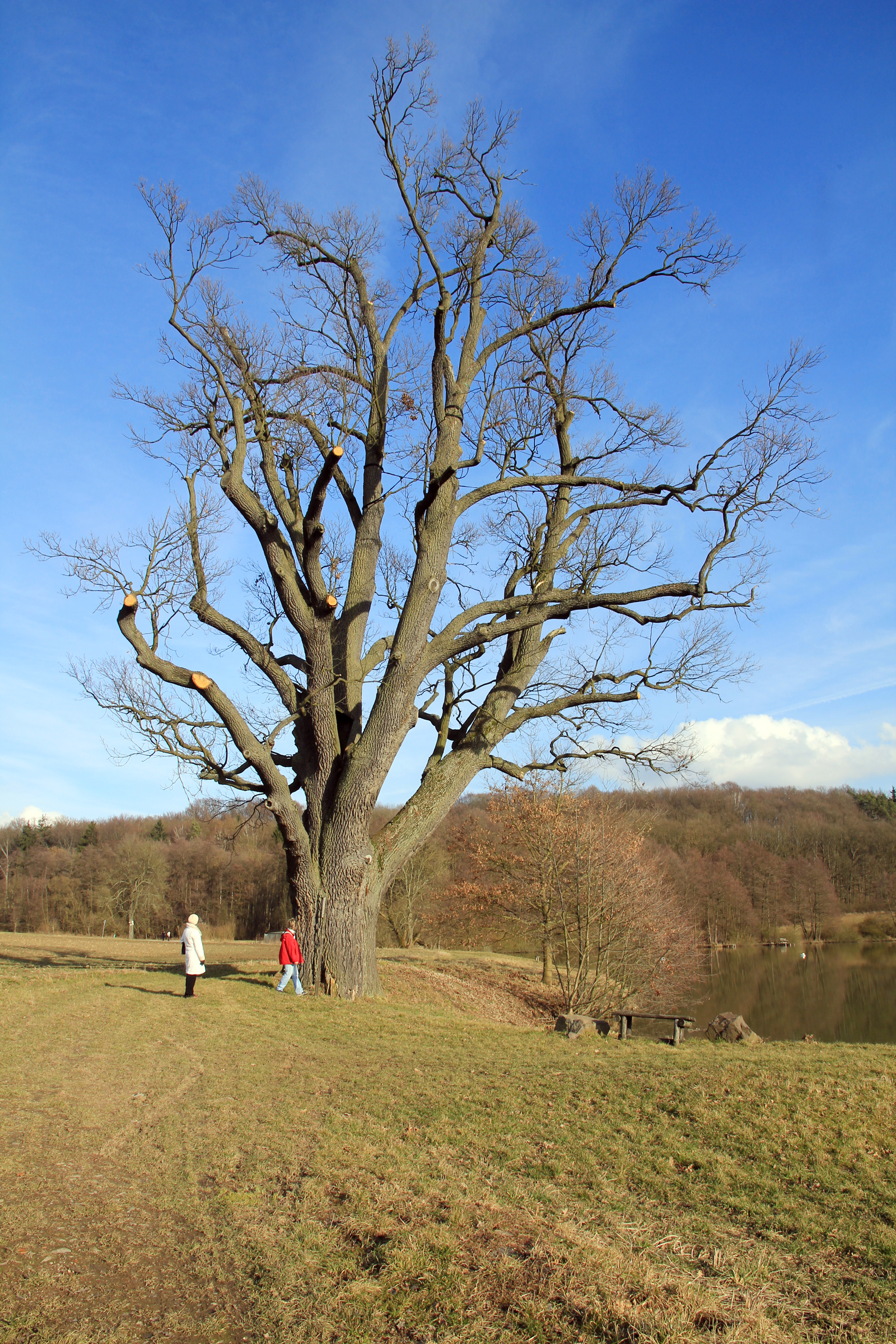
Erbenův dub v zimě 2014

## Historie a pověsti
V místě se rozkládala dnes zaniklá obec Byšičky, nedaleko od dubu leží románský kostel svatého Petra a Pavla. K tomu se váže pověst, kterou se podle některých pramenů nechal inspirovat Karel Jaromír Erben při psaní balady Svatební košile. Je ale třeba dodat, že za zdroj inspirace bývají označovány i jiné lokality (například hřbitov ve Velharticích, kostel svatého Prokopa u Krupky a další). Samotný Erben sice uvádí, že pověst, ze které vyšel, se v Čechách vypravuje ve dvojím podání, ale konkrétní místa, se kterými má být spojena, neuvádí.

## Památné a významné stromy v okolí
- Bělohradský buk
- Svatojanský jasan
- Lípa v Podemládí
- Lípa v Želejově
- Žižkovy duby